# Муро (Верчели)
Муро је насеље у Италији у округу Верчели, региону Пијемонт.
Према процени из 2011. у насељу је живело 47 становника. Насеље се налази на надморској висини од 621 м.